# 這個世界的角落
《這個世界的角落》（日语：この世界の片隅に）為日本漫畫家河野史代創作的日本漫畫作品，於2007年1月23日號～2009年1月20日號的《漫画Action》（雙葉社）上連載。
同名作品分別榮獲第13屆（2009年）日本新媒體動漫藝術節漫畫部門優秀賞、「THE BEST MANGA 2010 ｣（FREE STYLE）和「 2010」（Magazine House Mook）漫畫部門的第1名。
2011年8月5日由日本電視台改編為「終戰紀念特別劇」，由佐藤東彌執導，北川景子、小出惠介主演。2012年8月17日由日本動畫公司MAPPA改編為同名劇場版動畫，由片淵須直執導，2016年11月在日本全國劇院上映。2018年TBS電視台改編為連續劇，由土井裕泰執導，松本穗香、松坂桃李主演。

## 劇情概要
出身廣島市江波製海苔工家庭的浦野鈴，是個有點傻氣、擅長畫畫的女孩，在窮困、平凡卻又偶爾參雜著怪事地長大成人後、她與幼年時曾有一面之緣、居住在軍港吳市的海軍勤務兵北條周作結婚。在那裡過著受嚴格的大姑径子督導，被可愛的姪女晴美纏著的，再普通不過的夫婦生活。但隨著第二次世界大戰爆發，戰爭的影響開始深入生活的每個層面，雖然個性樂天的阿鈴努力地去適應這種生活，但逐漸延燒到日本本土的戰火終究從她那兒奪走了重要的事物……

## 登場人物

### 吳市
浦野鈴→北條鈴
生于广岛市江波的女性，旧姓浦野。非常喜欢画画。幼年时曾有过遇到座敷童子等妖怪的不可思议的经历。二战末期，18岁的她来到吴市，嫁给北条家的长男周作，开始了以婆家北条家为中心的新生活。在战争中因被美軍空襲的定时炸彈而失去了一只手。
北條周作
北条家长男，在海军军事法庭做书记官。小时候就曾与铃有过一面缘，长大后找到了铃并与她结婚。婚后，非常温柔地对待在陌生的地方和环境下开始新生活的铃。战争最后阶段，身为文职官的他也不得不加入战斗部队。
北條燦

北條圓太郎

黑村徑子
周作的姐姐，在丈夫病死後与婆家断绝关系，带着女儿晴美回到北条家，儿子却留在黑村家。個性爽快，与弟媳妇铃形成了鲜明的对比。平时对铃的态度很严厉。
黑村晴美
周作的外甥女，径子的女儿，5岁。随母亲来到位于吴市的外祖父家生活，与舅妈铃相处得很融洽，二人每天在一起画、眺望港口的大船。最後因被美軍空襲的定時炸彈而死。
黑村久夫
周作的外甥，晴美的哥哥，自愿留在黑村家。
白木蓮
周作年輕時認識的妓女，本來想與她結婚，遭到家人反對後作罷。蓮小時候爲了逃離作妓女的命運曾躲在浦野鈴奶奶家的樓板上，與浦野鈴有一面之緣。長大後與浦野鈴也成了朋友。後來浦野鈴也慢慢知道了她與周作的事。
無名孤女
戰爭遺孤，原本是軍官的女兒，父親戰死後與母親在廣島相依為命。廣島原爆時，不幸失去母親與家園，在挨餓流浪中偶遇鈴和周作。之後被兩人收養帶回北條家養育。據她舊衣服上的名條，叫作節子，後來作爲北條家的女兒，叫作北條節子。

### 江波
浦野十郎
鈴的父親，從事海苔收割業務。美軍投下原子彈後為了尋妻前往廣島市內，結果遭遇強烈輻射，10月份就因為輻射去世。
浦野澄
鈴的妹妹，昭和元年（1926年）出生，是個美人。在陸軍軍需工廠做女子挺身隊隊員時與一名男子交往。美軍投下原子彈後與父親一起進入廣島市尋母，後也因遭遇過量核輻射導致內出血而死。
水原哲
铃的小学同学、孩子王。加入海军后，成为巡洋舰“青叶”的船员。趁上岸的机会，到北条家来看望铃。他的出现，让铃和周作的心情变得复杂起来。最終戰死。

## 出版書籍
單行本
| 冊數 | 雙葉社        | 雙葉社                 |
| 冊數 | 發售日期      | ISBN                   |
| ---- | ------------- | ---------------------- |
| 上   | 2008年2月12日 | ISBN 978-4-575-94146-3 |
| 中   | 2008年7月11日 | ISBN 978-4-575-94179-1 |
| 下   | 2009年4月28日 | ISBN 978-4-575-94223-1 |

新裝版
| 冊數 | 雙葉社        | 雙葉社                 | 漫遊者出版社  | 漫遊者出版社           |
| 冊數 | 發售日期      | ISBN                   | 發售日期      | ISBN                   |
| ---- | ------------- | ---------------------- | ------------- | ---------------------- |
| 前   | 2011年7月21日 | ISBN 978-4-575-83940-1 | 2014年6月26日 | ISBN 978-986-595-699-8 |
| 後   | 2011年7月21日 | ISBN 978-4-575-83941-8 | 2014年6月26日 | ISBN 978-986-567-100-6 |

中文版書名為《謝謝你，在這世界的一隅找到我》，書名取自來自鈴與丈夫周作重遇時所說的一句話。

## 电视剧

### 日本电视台版（日本テレビ）
日本电视台同名终战特别纪念剧，於2011年8月5日 21:00 - 23:24播映。

#### 登場人物及演員
- 北條（浦野）鈴：北川景子（幼少時期：石井心愛、少女時期：川島鈴遥）
- 北條周作：小出惠介
- 白木凛：優香
- 水原哲：速水茂虎道（幼少時期：岡田和志）
- 北條徑子：涼
- 北條圓太郎：篠田三郎
- 北條太太：市毛良枝
- 浦野十郎：萩原流行
- 森田絲（森田イト）：水野久美
- 北條千鶴：蘆田愛菜
- 北條晴美： 小西舞優
- 阿晴：木下亞由美
- 其他演員：大石吾朗、真下玲奈、田根樂子、大澤逸美、佐藤正宏、春風瞳、大原真理子、池田香織、櫻田聖子、諷加、氣谷由美香、田窪一世、手塚卓、田之頭保弘、西谷綾子、中澤旻江、名古屋海沙樹、嶋野百合香、森拓磨、山田由美子

#### 製作團隊
- 劇本：淺野妙子
- 導演：佐藤東彌
- 音樂：羽毛田丈史
- 音樂製作人：志田博英
- 劇中繪畫：宇崎弘美
- 歴史考證：吉田裕（一橋大學）
- 拍攝地點協助：吳地域電影委員會、山口縣電影委員會、廣島縣竹原市、茨城縣久慈郡大子町電影委員會、千葉縣企業廳 等
- 動作指導：大道寺俊典、嵐田由宇、中嶋綾乃
- 電腦繪圖：fude、Malin post、Motor/lieZ、Image
- 技術協助：NiTRO
- 美術協助：日本電視美術公司（NIPPON TELEVISION ART Inc.）
- 編輯、剪輯：映廣、麻布廣場（Azabu Plaza CORPORATION）
- 攝影棚：綠山攝影城（緑山スタジオ・シティ）、日活攝影所
- 影像提供、協助：日本放送協會、Thought Equity Motion（現T3Media）、Getty Images
- 總製作人：田中芳樹
- 製作人：西牟田知夫（日本電視台）、 森川真行、 渡邉義行（FINE Entertainment Co.ltd.）
- 製作協助：廣島電視放送、FINE Entertainment Co.ltd.
- 製作出品：日本電視台

### TBS电视台版
TBS电视台於周日劇場時段播出，於2018年7月15日開播。

#### 登場人物

##### 主要人物
- 北條（浦野）鈴：松本穗香（幼少期：新井美羽）（主演）
- 北條周作：松坂桃李

##### 其他
- 水原哲：村上虹郎
- 刈谷幸子：伊藤沙莉
- 堂本志野：土村芳
- 浦野十郎：石本武士（日语：ドロンズ石本）
- 浦野澄（浦野すみ）：久保田紗友
- 北條燦：伊藤蘭
- 北條圓太郎：田口智朗
- 白木凜：二階堂富美
- 近江佳代：榮倉奈奈
- 江口浩輔：古館佑太郎
- 北條節子：淺田芭路
- 黑村徑子：尾野真千子
- 黑村晴美：稻垣來泉
- 刈谷多紀（刈谷タキ）：木野花
- 堂本安次郎：鹽見三省

- 浦野喜乃（浦野キセノ）：仙道敦子

- 森田絲：宮本信子

#### 製作團隊
- 劇本：岡田惠和
- 導演：土井裕泰、吉田健
- 音樂：久石讓
- 製作人：佐野亞裕美
- 製作出品：TBS電視台

#### 收視率(TBS)
| 第1話                                                       | 2018年7月15日 | 昭和の戦争のさなか懸命に生きた家族の愛と命の感動物語! | 土井裕泰 | 10.9% |
| 第2話                                                       | 2018年7月22日 | 小姑襲来! 戦時下の広島波乱の新婚生活が幕を開ける!     | 土井裕泰 | 10.5% |
| 第3話                                                       | 2018年7月29日 | 初めての逢引、交錯する4つの運命                       | 土井裕泰 | 9.0%  |
| 第4話                                                       | 2018年8月5日  | りんどうの秘密、知られざる過去                        | 吉田健   | 9.2%  |
| 第5話                                                       | 2018年8月12日 | 空襲来る…さよなら初恋の人                             | 土井裕泰 | 8.9%  |
| 第6話                                                       | 2018年8月19日 | 昭和20年夏、きたる運命の日!                           | 吉田健   | 8.5%  |
| 第7話                                                       | 2018年9月2日  | 昭和20年8月広島…失った笑顔、絶望の先                  | 土井裕泰 | 9.8%  |
| 第8話                                                       | 2018年9月9日  | 最終章前編! 戦争が終わる…さよなら親友                 | 吉田健   | 10.9% |
| 最終話                                                      | 2018年9月16日 | 完結〜原爆後の広島で出会った愛の奇跡                  | 土井裕泰 | 10.0% |
| 平均收視率 9.7%（收視率來自Video Research對關東地區的調查） |               |                                                       |          |       |

### 節目變遷
| 日本 TBS電視台 日曜劇場                | 日本 TBS電視台 日曜劇場                           | 日本 TBS電視台 日曜劇場 |
| -------------------------------------- | ------------------------------------------------- | ----------------------- |
|                                        | 這個世界的角落 （2018.07.15 - 2018.09.16）        |                         |
| 黑色止血鉗 （2018.04.22 - 2018.06.24） | 下町火箭 （2018年版） （2018.10.14 - 2018.12.23） |                         |

| 緯來日本台 周一至周五21:00-22:00      | 緯來日本台 周一至周五21:00-22:00           | 緯來日本台 周一至周五21:00-22:00 |
| ------------------------------------- | ------------------------------------------ | -------------------------------- |
|                                       | 在世界角落找到我 （2019年9月2日－9月12日） |                                  |
| 派遣女醫 5 （2019年8月19日－8月30日） | 警察小妹有靠山 （2019年9月16日－）         |                                  |

## 动画电影
同名动画电影于2016年11月12日上映，片渊須直担任监督和编剧，为日本文部科学省特別选定作品（对象：青年、成人、家庭）与选定作品（对象：少年）。值得注意的是，本片是能年玲奈与前经纪公司纠纷后的复出作品。

## 外部連結
- （日語）漫畫作品介紹－這個世界的角落 （页面存档备份，存于）
- （日語）日本電視台官方網站－這個世界的角落 （页面存档备份，存于）
- （日語）日本電視台官方網站－這個世界的角落－角色相關圖 （页面存档备份，存于）
- （日語）TBS電視台官方網站－這個世界的角落 （页面存档备份，存于）
- （日語） 動畫電影官方網站 （页面存档备份，存于）